# Persicula masirana
Persicula masirana is een slakkensoort uit de familie van de Cystiscidae. De wetenschappelijke naam van de soort is voor het eerst geldig gepubliceerd in 1972 door Roth & Petit.